# Tonk
Tonk är en stad i Rajasthan i nordvästra Indien. Den är administrativ huvudort för distriktet Tonk och hade 165 000 invånare vid folkräkningen 2011. Staden ligger drygt 9 mil söder om Jaipur, vid floden Banas.
Under brittisk tid var Tonk huvudstad för en vasallstat med samma namn som staden.